# Archivio apostolico vaticano
L'Archivio apostolico vaticano (in latino: Archivum Apostolicum Vaticanum) è l'archivio centrale della Santa Sede, dove sono conservati tutti gli atti e i documenti che riguardano il governo e l'attività pastorale del Romano Pontefice e degli uffici connessi alla Santa Sede. L'Archivio vaticano «serve prima di tutto e principalmente al Romano Pontefice e alla sua curia, ossia alla Santa Sede» (motu proprio di Leone XIII del 10 maggio 1884).

## Storia
L'Archivio apostolico vaticano, archivio centrale della Santa Sede, è stato istituito da papa Paolo V il 31 gennaio 1612. I registri che vi confluirono, provenienti dai vari dicasteri della Curia romana, furono tre: i Registri Lateranensi, i Registri Vaticani ed i Registri Avignonesi. Nel 1630 papa Urbano VIII fece collocare nell'Archivio segreto vaticano vari registri di bolle (tra cui i libri della Camera apostolica) i quali fino a quel tempo erano rimasti ad Avignone. A papa Alessandro VII spetta la decisione di destinare all'archivio la corrispondenza della Segreteria di Stato.
Nel 1810 in epoca napoleonica gli archivi furono confiscati e portati a Parigi presso palazzo Soubise. La restituzione avvenne tra il 1814 e il 1817, ma molti documenti furono distrutti o dispersi.
Nel 1881 papa Leone XIII assunse la storica decisione di aprire le porte dell'archivio pontificio agli studiosi di qualsiasi paese e religione e divenne così un centro di ricerche storiche tra i più importanti del mondo. Da allora la ricerca nell'archivio segreto vaticano è gratuita ed è consentita ai ricercatori qualificati che abbiano interesse a compiere indagini storiche. Attualmente l'archivio segreto vaticano accoglie ogni anno oltre 1.200 studiosi, provenienti da circa 60 paesi del mondo.
Nel XX secolo, papa Paolo VI volle che sotto il Cortile della Pigna fosse costruito un nuovo Archivio, un bunker sotterraneo immenso con 85 km lineari di scaffali che ne fanno la più grande banca dati storica del mondo. Il patrimonio documentario conservato nei suoi vasti depositi copre un arco cronologico di circa dodici secoli (secoli VIII-XX), ed è costituito da oltre 600 fondi archivistici. Pur non essendo l'archivio più vasto del mondo come quantità, è il più vasto del mondo come geografia perché abbraccia tutti i continenti e tutti gli Stati dove la Chiesa cattolica è presente.
Il 4 marzo 2019 papa Francesco ha annunciato che i documenti relativi al pontificato di Pio XII sono stati desecretati, estendendo la possibilità della consultazione e dello studio dei documenti - conservati nell'Archivio segreto - alla data 9 ottobre 1958, giorno della morte del venerabile pontefice.
Il 22 ottobre 2019 papa Francesco, con motu proprio, ha mutato il nome dell'Archivio segreto vaticano in Archivio apostolico vaticano. Tuttavia, nelle pubblicazioni scientifiche è spesso leggibile e impiegato ancora l'acronimo ASV, con riferimento alla denominazione storica.
L'attributo secretum non va inteso nel senso comune di segreto: secretum, infatti, deriva dal latino medievale e significa privato, personale. Con la stessa denominazione erano indicati, fino all'unità d'Italia, gli archivi delle cancellerie degli Stati preunitari.
Sono accessibili alla consultazione solo i documenti precedenti all'ottobre 1958 (pontificato di Pio XII) e solo a ricercatori in possesso di determinati titoli di studio (solitamente il titolo minimo richiesto è il dottorato di ricerca) previa eventuale domanda scritta e lettera di presentazione di un istituto di ricerca storico-scientifica accreditato (richiesta al primo accesso).

## Scuola vaticana di paleografia, diplomatica e archivistica
All'archivio è annessa la Scuola vaticana di paleografia diplomatica e archivistica, istituita da papa Leone XIII, che ne stabilì gli ordinamenti nel motu proprio Fin dal principio del 1º maggio 1884; l'ordinamento attuale risponde al nuovo statuto approvato da papa Paolo VI, il 21 maggio 1976.
L'insegnamento ha la durata di un biennio. La scuola rilascia il diploma di paleografo archivista. Oltre al corso biennale, si tiene un corso annuale di sola archivistica e un corso annuale di paleografia greca, con il rilascio dei relativi diplomi.

## I fondi archivistici
L'Archivio apostolico vaticano è composto da più di 600 fondi archivistici che si possono suddividere in sei gruppi:
- Fondi relativi agli uffici di curia. - Questa sezione comprende tutta la documentazione prodotta e versata all'archivio dalle varie organizzazioni che compongono la Curia romana (ossia Segreteria di Stato, congregazioni, tribunali, uffici, Pontifici consigli e commissioni), e da quelle che esistevano in passato ma che poi o sono state soppresse oppure hanno subito cambiamenti di indirizzo o accorpamenti.
- Fondi relativi agli archivi delle rappresentanze pontificie - Questa parte dell'archivio conserva la documentazione delle rappresentanze pontificie (delegazioni e nunziature) nei Paesi esteri, compresi quelli italiani pre-unitari.
- Fondi relativi ad archivi di famiglie o di singoli personaggi - Importanti archivi privati, appartenuti a nobili famiglie romane, sono conservati nell'archivio vaticano; tra queste famiglie si possono ricordare i Boncompagni, i Borghese, i Rospigliosi, i Ruspoli.
- Fondi relativi ai concili - In questa sezione sono conservati i fondi archivistici completi degli ultimi tre concili ecumenici della Chiesa cattolica (Trento, Vaticano I, Vaticano II), oltre alla documentazione dei concili medievali e di concili o sinodi locali.
- Fondi relativi a ordini religiosi, monasteri, abbazie e arciconfraternite - Per diversi motivi storici o archivistici, l'archivio vaticano conserva diversi fondi di monasteri e di congregazioni religiose, oltre ad archivi di confraternite di Roma.
- Fondi miscellanei - In questa sezione sono raggruppati tutti i documenti di provenienza e contenuto diverso e vario.

Il più antico documento conservato nell'Archivio Vaticano è il Liber Diurnus Romanorum Pontificum, che è il più antico formulario della Cancelleria pontificia, risalente all'VIII-IX secolo vergato in scrittura minuscola carolina. A causa dei trasferimenti e delle vicende politiche è invece andato quasi completamente perduto il materiale precedente il papato di Innocenzo III. Invece, a partire dal XIII secolo la documentazione è più completa.
Lettere cifrate, manoscritti e codici provenienti da 5 continenti. L'Archivio possiede 650 fondi archivistici, 30.000 pergamene su 85 km di scaffali con milioni di documenti.

## Cronotassi

### Archivisti di Santa Romana Chiesa
- Cardinale Scipione Caffarelli-Borghese (1609 - 1618 dimesso)
- Cardinale Scipione Cobelluzzi (1618 - 29 giugno 1626 deceduto)
- Cardinale Francesco Barberini (1626 - 1633 dimesso)
- Cardinale Antonio Barberini (1633 - 1646 dimesso)
- Cardinale Orazio Giustiniani (1646 - 25 luglio 1649 deceduto)
- Cardinale Luigi Capponi (1649 - 7 aprile 1659)
- Cardinale Flavio Chigi (21 giugno 1659 - 1681 dimesso)
- Cardinale Lorenzo Brancati, O.F.M. Conv. (19 dicembre 1681 - 30 novembre 1693 deceduto)
- Cardinale Girolamo Casanate (2 dicembre 1693 - 3 marzo 1700 deceduto)
- Cardinale Enrico Noris, O.E.S.A. (6 marzo 1700 - 23 febbraio 1704 deceduto)
- Cardinale Benedetto Pamphili, O.E.S.S.H. (26 febbraio 1704 - 22 marzo 1730 deceduto)
- Cardinale Angelo Maria Querini, O.S.B. Cas. (4 settembre 1730 - 6 gennaio 1755 deceduto)
- Cardinale Domenico Passionei (22 gennaio 1755 - 5 luglio 1761 deceduto)
- Cardinale Alessandro Albani (12 agosto 1761 - 11 dicembre 1779 deceduto)
- Cardinale Francesco Saverio Zelada (15 dicembre 1779 - 19 dicembre 1801 deceduto)
- Cardinale Luigi Valenti Gonzaga (12 gennaio 1802 - 29 dicembre 1808 deceduto)
  - Interruzione per l'occupazione napoleonica di Roma (1809 - 1814)
- Cardinale Giulio Maria della Somaglia (1º ottobre 1826 - 2 aprile 1830 deceduto)
- Cardinale Giuseppe Albani (23 aprile 1830 - 3 dicembre 1834 deceduto)
- Cardinale Luigi Lambruschini, B. (11 dicembre 1834 - 27 giugno 1853 dimesso)
- Cardinale Angelo Mai (27 giugno 1853 - 9 settembre 1854 deceduto)
- Cardinale Antonio Tosti (13 gennaio 1860 - 20 marzo 1866 deceduto)
- Cardinale Jean-Baptiste-François Pitra, O.S.B. (19 gennaio 1869 - 12 maggio 1879 nominato cardinale vescovo di Frascati)
- Cardinale Joseph Hergenröther (9 giugno 1879 - 3 ottobre 1890 deceduto)
- Presbitero Luigi Tripepi (19 settembre 1892 - 16 giugno 1894 nominato segretario della Congregazione dei riti)
- Cardinale Luigi Galimberti (25 giugno 1894 - 7 maggio 1896 deceduto)
- Cardinale Francesco Segna (4 luglio 1896 - 13 gennaio 1908 nominato prefetto della Congregazione dell'indice)
- Cardinale Francesco Salesio Della Volpe (26 ottobre 1908 - 26 gennaio 1911 nominato prefetto della Congregazione dell'indice)
- Cardinale Mariano Rampolla del Tindaro (1912 - 16 dicembre 1913 deceduto)
- Cardinale Francesco di Paola Cassetta (14 febbraio 1914 - 1917 ritirato)
- Cardinale Francis Aidan Gasquet, E.B.C. (28 novembre 1917 - 5 aprile 1929 deceduto)
- Cardinale Franz Ehrle, S.I. (17 aprile 1929 - 31 marzo 1934 deceduto)
- Cardinale Giovanni Mercati (15 giugno 1936 - 23 agosto 1957 deceduto)
- Cardinale Eugène Tisserant (14 settembre 1957 - 27 marzo 1971 ritirato)
- Cardinale Antonio Samorè (25 gennaio 1974 - 3 febbraio 1983 deceduto)
  - Cardinale Alfons Maria Stickler, S.D.B. (9 luglio 1984 - 27 maggio 1985 nominato archivista) (pro-archivista)
- Cardinale Alfons Maria Stickler, S.D.B. (27 maggio 1985 - 1º luglio 1988 ritirato)
- Cardinale Antonio María Javierre Ortas, S.D.B. (1º luglio 1988 - 24 gennaio 1992 nominato prefetto della Congregazione per il culto divino e la disciplina dei sacramenti)
  - Cardinale Luigi Poggi (9 aprile 1992 - 29 novembre 1994 nominato archivista) (pro-archivista)
- Cardinale Luigi Poggi (29 novembre 1994 - 7 marzo 1998 ritirato)
- Cardinale Jorge María Mejía (7 marzo 1998 - 24 novembre 2003 ritirato)
- Cardinale Jean-Louis Tauran (24 novembre 2003 - 25 giugno 2007 nominato presidente del Pontificio consiglio per il dialogo interreligioso)
- Cardinale Raffaele Farina, S.D.B. (25 giugno 2007 - 9 giugno 2012 ritirato)
- Arcivescovo Jean-Louis Bruguès, O.P. (26 giugno 2012 - 31 agosto 2018 cessato)
- Cardinale José Tolentino de Mendonça (1º settembre 2018 - 26 settembre 2022 nominato prefetto del Dicastero per la cultura e l'educazione)
- Arcivescovo Angelo Vincenzo Zani (26 settembre 2022 - 28 marzo 2025 ritirato)
- Arcivescovo Giovanni Cesare Pagazzi, dal 28 marzo 2025

### Custodi e prefetti
- Presbitero Michele Lonigo (27 ottobre 1610 - 25 luglio 1617)
- Presbitero Baldassare Ansidei (31 gennaio 1612 - 5 dicembre 1614, con Michele Lonigo)
- Presbitero Nicolò Alemanni (15 ottobre 1614 - luglio 1626)
- Presbitero Felice Contelori (27 settembre 1626 - dicembre 1644)
- Presbitero Costanzo Centofiorini (10 ottobre 1644 - agosto 1656)
- Presbitero Domenico Salvetti (settembre 1656 - 1665)
- Vescovo Francesco Ravizza (14 luglio 1665 - 1675)
  - Avvocato Pier Francesco de' Rossi (1670 - 11 dicembre 1673 deceduto, in sostituzione del Ravizza, che non esercitava l'ufficio) (pro-prefetto)
- Presbitero Giuseppe Vallemani (luglio 1675 - agosto 1676)
- Presbitero Giovanni Bissaiga (1676 - 1691)
- Presbitero Tommaso Di Giulio (1691 - 1712 dimesso)
- Presbitero Giacomo Antonio De Preti (1712 - 1727 dimesso)
- Presbitero Pietro Donnino De Pretis (4 dicembre 1727 - 1741 dimesso)
- Presbitero Filippo Antonio Ronconi (7 novembre 1741 - 1750 dimesso)
- Presbitero Giuseppe Garampi (9 luglio 1751 - 27 gennaio 1772 nominato arcivescovo titolare di Berito)
- Presbitero Mario Zampini (marzo 1772 - 1782 dimesso)
- Presbitero Gaetano Marini (1782 - 1815 dimesso)
- Presbitero Callisto Marini (1782 - 1822 dimesso)
  - Presbitero Antonio Lante Montefeltro Della Rovere  (1º gennaio 1807 - 28 luglio 1816 creato cardinale) (pro-prefetto)
- Presbitero Carlo Altieri (1809 - 1815 dimesso)
- Presbitero Marino Marini (1815 - 1855 dimesso)
- Presbitero Augustin Theiner, C.O. (6 dicembre 1855 - giugno 1870 dimesso)
- Arcivescovo Giuseppe Cardoni (8 giugno 1870 - 7 aprile 1873 deceduto)
- Presbitero Carlo Cristofori (14 aprile 1873 - 13 gennaio 1877 dimesso)
- Presbitero Francesco Rosi Bernardini (17 gennaio 1877 - giugno 1789 dimesso)
- Cardinale Joseph Hergenröther (9 giugno 1879 - 3 ottobre 1890 deceduto)
- Arcivescovo Agostino Ciasca, O.E.S.A. (13 giugno 1891 - luglio 1892 dimesso)
- Monsignore Luigi Tripepi (19 settembre 1892 - maggio 1894 dimesso)
- Presbitero Peter Wenzel (28 luglio 1894 - 24 maggio 1909 dimesso)
- Monsignore Mariano Ugolini (29 maggio 1909 - giugno 1925 dimesso)
- Presbitero Angelo Mercati (22 maggio 1925 - ottobre 1955 dimesso)
- Presbitero Martino Giusti (1955 - aprile 1984 ritirato)
- Presbitero Josef Metzler, O.M.I. (24 maggio 1984 - 1996 dimesso)
- Vescovo Sergio Pagano, B. (7 gennaio 1997 - 5 luglio 2024 nominato assessore del Pontificio comitato di scienze storiche)
- Presbitero Rocco Ronzani, O.S.A. (5 luglio 2024 - 21 aprile 2025 decaduto)
- sede vacante (dal 21 aprile 2025)

### Vice-prefetti
- Presbitero Angelo Mercati (1920 - 22 maggio 1925 nominato prefetto)
- Monsignore Pietro Guidi (1920 - 1949 dimesso)
- Presbitero Martino Giusti (1949 - 1955 nominato prefetto)
- Monsignore Hermann Hoberg (1955 - 1978 dimesso)
- Monsignore Terzo Natalini (1978 - 1994 dimesso)
- Presbitero Sergio Pagano, B. (30 gennaio 1995 - 7 gennaio 1997 nominato prefetto)
- Presbitero Ugo Paoli, O.S.B. Silv. (1997 - 2002 dimesso)
- Presbitero Marcel Chappin, S.I. (29 settembre 2007 - 29 settembre 2012 cessato)
- Prof. Paolo Cherubini (8 ottobre 2013 - 8 ottobre 2018 cessato)
- Dott. Paolo Vian, dal 15 gennaio 2019